# Игман
Игман је планина у централној Босни и Херцеговини. Налази се југозападно од Сарајева, окружујући планину Бјелашницу и део града, Илиџу. Простире се правцем исток—запад. Највиши врх се налази на надморској висини од 1.502 метра. Спада у Динарске планине.
Игман је популарна дестинација за планинарење и скијање. Током 14. зимских Олимпијских игара у Сарајеву 1984. године, била је главна планина кориштена за олимпијске догађаје, уз Јахорину и Бјелашницу, када су изграђене стазе за смук, слалом, велеслалом, биатлон и скакаонице, тако да су створени услови за изванредну зимску рекреацију. Постоје планови за нову жичару између Игмана и дела Илиџе, Храснице. Данас је Игман једна од водећих туристичких атракција Сарајева.
За време Другог светског рата, у ноћи између 27. и 28. јануара 1942. године, преко планине се одвио марш Прве пролетерске бригаде познат као Игмански марш. Због напора и промрзлина током овог присиљеног марша много људи је страдало.
Игман је подручје најнижих забележених температура у региону од -43 °C.

## Галерија
- Поглед на планину
- Поглед са Игмана